# Primeira Liga 2021/2022
Primeira Liga 2021/2022 var den 88:e säsongen av Portugals högsta division i fotboll. FC Porto vann ligan och tog sin 30:e ligatitel.

## Lag
18 lag har kvalificerat sig för spel i Primeira Liga 2021/22 efter resultat från Primeira Liga 2020/21 och Liga Portugal 2 2020/2021.
- Arouca
- Belenenses SAD
- Benfica
- Boavista
- Estoril
- Famalicão
- Porto
- Gil Vicente
- Marítimo
- Moreirense
- Paços de Ferreira
- Portimonense
- Santa Clara
- Braga
- Sporting Lissabon
- Tondela
- Vitória G.
- Vizela